# The 13th Day
The 13th Day (en español: El Día 13) es una película religiosa del año 2009, escrita y dirigida por los hermanos Ian y Dominic Higgins, que refiere una de las apariciones marianas más famosas del mundo cristiano: la de Nuestra Señora de Fátima.
La película recrea los momentos que tuvieron lugar en Fátima (Portugal) en la Cova da Iria presenciados por tres  niños pastorcillos portugueses, Lucía dos Santos y sus primos Jacinta y Francisco Marto. Interpretado por Filipa Hernandes, Ana-Sofia Vilas Boas y Vítor Machado.
La película tiene una gran peculiaridad en su entorno: desde un principio todo se presenta en blanco y negro, pero todo cambia a color en los momentos en que aparece la Virgen María: La aparición del 13 de mayo y el 13 de junio de 1917, los Tres secretos de Fátima (confiados a los niños el 13 de julio), o cuando se representa el Milagro del sol el día 13 de octubre del mismo año en la última aparición.
Esta película fue presentada en el Festival Internacional de Cine de Cannes el 13 de mayo de 2009, en coincidencia con el 92° aniversario de la llamada sexta aparición de la Virgen María en Fátima.

## Reparto
| Actor/Actriz         | Personaje                                                   |
| -------------------- | ----------------------------------------------------------- |
| Jordanna Tin         | Ntra. Sra. La Reina del Rosario.                            |
| Filipa Fernandes     | Lucía dos Santos.                                           |
| Ana-sofia vilas boas | Jacinta Marto.                                              |
| Vítor Machado        | Francisco Marto.                                            |
| María Carson         | Sor Lucía (mayor).                                          |
| Jane Lesley          | María Rosa Dos Santos (madre de Lucía).                     |
| Michael D'Cruze      | Antonio Dos Santos (padre de Lucía).                        |
| Diana Márquez        | Carolina Dos santos (hermana de Lucía).                     |
| Derek Horsham        | Manuel Pedro Marto (padre de Jacinta y Francisco Marto)     |
| Kelley Costigan      | Olympia de Jesús Marto (madre de Jacinta y Francisco Marto) |
| Tarek Merlin         | Administrador Arturo de Oliveira Dos Santos                 |
| John Gorick          | Padre Ferreira.                                             |
| Gemma Kelly          | La voz de Sor Lucía (narradora de la historia).             |

## Comentarios acerca de la película
- "El día 13 es la mejor película jamás hecha sobre Fátima" (Steve Greydanus, National Catholic Register).[2][3]

- "Notable renarración de la historia de Fátima" (Vincent Nichols , arzobispo de Westminster).[3]

- "Los directores Ian y Dominic Higgins realizaron más de un renacimiento piadoso de un momento de la historia católica, ellos relanzaron imágenes familiares de una historia cuya relevancia ha crecido con el tiempo" (Leticia Velásquez, Hartford Catholic Examiner).[3]